# M-Zelle
Bei M-Zellen (M engl. für microfold; fold = „Falte“, micro = „klein“) handelt es sich um spezialisierte Epithelzellen, die in der Wand des Krummdarms (Ileum), einem Teil des Dünndarms, und den Tonsillen vorkommen. Sie spielen eine wichtige Rolle für die Funktion des Immunsystems.

## Vorkommen
Die M-Zellen sind Bestandteile des so genannten Follikel-assoziierten Epithels (FAE), das die Peyer-Plaques und die Tonsillen überdeckt. Etwa 10–15 % der Oberfläche des Follikel-assoziierten Epithels wird von M-Zellen gebildet. Der Rest des FAE wird vor allem von schleimbildenden Becherzellen und Zylinderepithelzellen dominiert. Die M-Zellen gehen vermutlich wie das restliche Darmepithel aus Stammzellen in den Krypten hervor. Bei der Differenzierung spielen wahrscheinlich Zell-Zell-Kontakte unter anderem mit B-Lymphozyten eine Rolle. Weitere M-Zellen kommen zusammen mit Langerhans-Zellen im FAE aller Tonsillen vor.

## Morphologie
M-Zellen unterscheiden sich morphologisch vom restlichen Epithel des Ileums sowie vom Follikel-assoziierten Epithels (FAE). Sie besitzen an der apikalen Seite (zum Darmlumen hin) nur eine geringe Anzahl an Mikrovilli, die im Gegensatz zu denjenigen anderer Zellen kürzer und teilweise verzweigt sind. Die apikale Seite ist durch viele kleine Falten geprägt, die namensgebend für die M-Zellen sind. Die basale Seite der M-Zellen (vom Darmlumen weg) ist durch mehrere Einbuchtungen gekennzeichnet. Über diese Einbuchtungen stehen die T- und B-Lymphozyten der Peyer-Plaques sowie Dendritische Zellen und Makrophagen in engem Kontakt mit den M-Zellen.

## Funktion
Die M-Zellen spielen eine wichtige Rolle für die Funktion des MALT-Systems (Mucosa Associated Lymphoid Tissue, engl. für „Schleimhaut-assoziiertes lymphatisches Gewebe“), zu dem unter anderem auch die Peyer-Plaques gehören, und damit auch für das Immunsystem. Die M-Zellen nehmen auf ihrer apikalen Seite Antigene über Endozytose auf. Zu den Antigenen, die M-Zellen aufnehmen können, gehören neben Makromolekülen auch Bakterien, Viren und kleinere Parasiten. Die Antigene werden an der basalen Seite an die Zellen des adaptiven Immunsystems abgegeben. Der genaue Mechanismus ist noch nicht geklärt. Auch unklar ist, ob in den M-Zellen eine Prozessierung der Antigene stattfindet und ob und auf welche Weise die Antigene den Effektorzellen des Immunsystems präsentiert werden. Offenbar wird ein Großteil der apikal aufgenommenen Antigene unprozessiert über vesikulären Transport nach basal transportiert und durch Exozytose ausgeschüttet. Über die M-Zellen werden auch die oral applizierten Impfstoffe in den Körper aufgenommen.